# Lijst van afleveringen van Checkpoint Basecamp
Dit is een lijst van afleveringen van Checkpoint Basecamp.

## Seizoensoverzicht
| Seizoen | Aantal afleveringen | Uitgezonden                         |  |
| ------- | ------------------- | ----------------------------------- |  |
| 1       | 62                  | 5 september 2022 – 31 december 2022 |  |
| 2       | 61                  | 9 januari 2023 – 1 april 2023       |  |

## Seizoen 1 (2022)
| Aflevering (seizoen) | Aflevering (serie) | Speelduur | Uitzenddatum      |
| --- | ------------------ | --------- | ----------------- |
| 1 | 1                  | 10 min.   | 5 september 2022  |
| De testteamleden reizen naar de locatie. Om de te laat gekomen Ghino te pranken verstoppen de anderen zich waardoor Ghino hen allemaal moet zoeken. |                    |           |                   |
| 2 | 2                  | 10 min.   | 6 september 2022  |
| De testteamleden verkennen de locatie. Met behulp van verf en diverse sjablonen pimpen ze hun kleding. Tussendoor proberen ze met behulp van brandblussers op verschillende provisorische voertuigen te rijden. Tot slot maken de testteamleden een koud bad met ijswater en droogijs. |                    |           |                   |
| 3 | 3                  | 10 min.   | 7 september 2022  |
| De testteamleden bouwen een basecamp uit een serie zeecontainers. De lijnen worden op de grond uitgetekend en de eerste twee containers worden geplaatst. Tussendoor worden nog verschillende manieren getest om een tosti te maken zonder tosti-apparaat. Een strijkbout en een gasbrander werden uitgetest, maar het strijkijzer bleek hier beter geschikt voor. |                    |           |                   |
| 4 | 4                  | 10 min.   | 8 september 2022  |
| De testteamleden gaan de slag met het interieur van hun basecamp. Testteamleden Ghino en Gaülli gaan naar het kringloopcentrum om de nodige meubels aan te schaffen. De achtergebleven testteamleden sluiten de elektriciteit aan en proberen methoden uit om sneller de wanden wit geschilderd te krijgen. Met bladblazer, hogedrukspuit en onkruidverdelger wordt geprobeerd de verf snel aan te brengen, maar zonder succes. De wanden worden handmatig wit geschilderd. |                    |           |                   |
| 5 | 5                  | 10 min.   | 9 september 2022  |
| De meubels worden geleverd en de basecamp in aanbouw wordt ingericht. Er wordt een kampvuur gemaakt waarop s'mores worden klaargemaakt. Verder wordt getoond dat een kaars in het kampvuur voor groot vuur zorgt. |                    |           |                   |
| 6 | 6                  | 25 min.   | 10 september 2022 |
| In de eerste langere zaterdagaflevering van Checkpoint Basecamp strijden de testteamleden tegen elkaar in een paintbalwedstrijd Battle Royale. De zes testteamleden delen zichzelf op in drie teams en maken zich klaar voor op de strijd. Het meidenteam van Gaülli en Romy was als eerste uitgeschakeld. Van de beide jongensteams werd één persoon uitgeschakeld zodat op het laatst Ghino en Govert nog over waren. Uiteindelijk was het Govert die aan het slot van de wedstrijd op het eindpunt aankwam, alvorens door Ghino te worden neergeschoten. |                    |           |                   |
| 7 | 7                  | 10 min.   | 12 september 2022 |
| De derde container voor de basecamp wordt aangeleverd en geplaatst. Deze basecamp zou uiteindelijk gevuld met schuimrubberen matrassen. Er worden twee tests gedaan in deze aflevering. In Bruisbal XXL werd een grote hoeveelheid bruisballen in een afgesloten emmer vol water gedaan om te kijken wat er zou gebeuren. Het leverde een grote hoeveelheid schuim op, met een dringend advies aan de kijkers om de test vooral niet thuis te proberen. Ook deden Gaülli en Govert een test over adem inhouden. Zonder training hielden ze dit allebei ongeveer een minuut vol. Na een ontspanningstraining lukte het hen aanzienlijk langer. |                    |           |                   |
| 8 | 8                  | 10 min.   | 13 september 2022 |
| Dit is de eerste 10 minuten-aflevering die volledig uit tests bestaat. Jochem en Defvin testen of het beter opstaan is met alleen armen of alleen benen. Defvin, die alleen zijn armen gebruikte, kwam duidelijk beter uit de test. Ghino en Gaülli ontdekten dat het mogelijk is om sneller te lopen als men kwaad was. Romy en Jochem raceten tegen elkaar door met een stofzuiger en een wasrek een helling af naar beneden te rijden. De stofzuiger was na 3"42 seconden beneden, het wasrek haalde de finish niet. |                    |           |                   |
| 9 | 9                  | 10 min.   | 14 september 2022 |
| In deze aflevering worden allerlei testjes gedaan over eieren. Gaülli en Govert leggen eieren uit de supermarkt in de broedmachine om na te gaan of het uitgebroed kan worden. Ghino en Jochem leggen een ei in de magnetron om te kijken of het gekookt kan worden. Het ei ontploft, maar wordt wel gekookt. Gaülli en Romy proberen letterlijk op eieren te lopen. Govert en Defvin slagen er niet in om één ei in hun hand kapot te breken, maar Romy wel. Jochem ontdekt dat het geen goed idee is om eieren in een plastic zakje vacuüm te zuigen. |                    |           |                   |
| 10 | 10                 | 10 min.   | 15 september 2022 |
| Govert en Romy proberen letterlijk zo rood als een tomaat te worden. Govert dompelde zich 5 minuten onder in het koude water van de plaatselijke rivier, Romy spande zich in dezelfde tijd fysiek in. Ze werden goed rood, maar niet zoals een tomaat. Later in de uitzending deden ze nog een tweede poging. Romy kneep 2 minuten ogen en vuisten dicht, Govert hing in diezelfde periode ondersteboven. Govert verkleurde niet, Romy werd echter wel goed rood. Tussendoor probeerden Ghino en Gaülli net als in de film uit te glijden over een bananenschil. Op de grond deed het niet echt. Op een plexiglas plaat gleed Gaülli echter beduidend verder en Ghino ging zelfs onderuit. |                    |           |                   |
| 11 | 11                 | 10 min.   | 16 september 2022 |
| Defvin en Ghino testen spectaculaire manieren uit om binnen te komen. Allereerst springt Defvin door een deur van bouwblokjes heen. Vervolgens gaat Ghino door een papieren deur die in lichterlaaie staat. Romy en Govert testen manieren hoe een scooter minder brandstof te laten verbruiken. Romy geeft één dot gas om hem vervolgens uit te laten rollen terwijl Govert op één snelheid rijdt. Laatstgenoemde methode blijkt het beste als Romy als eerste stilstaat. Defvin en Govert proberen langzamer te vallen zonder parachute. Dat doen ze met een parasol. Dit blijkt niet te werken. |                    |           |                   |
| 12 | 12                 | 25 min.   | 17 september 2022 |
| In een race proberen de testteamleden in drie tweetallen onderverdeeld van de basecamp naar Vliegveld Hilversum te komen. Elk team heeft echter een beperking. Het team van Romy en Defvin kan niet lopen, dat van Ghino en Gaülli niet zien en van Jochem en Govert niet horen. Het team van Jochem en Govert arriveert als eerste en mag als prijs met een helikopter terug naar de basecamp. |                    |           |                   |
| 13 | 13                 | 10 min.   | 19 september 2022 |
| Ghino en Defvin rennen door een deurpost met vershoudfolie en aluminiumfolie om uit te zoeken door welk van de twee de beste entree wordt gemaakt. Jochem en Romy proberen een hoop slijm weg te slaan met een tennisracket om dit te filmen met een high speed camera. Verder wordt de basecamp uitgebreid met twee nieuwe containers. |                    |           |                   |
| 14 | 14                 | 10 min.   | 20 september 2022 |
| De testteamleden testen uit wie het beste Defvin kan vervangen. Ze verkleden zich als hem en doen een aantal tests. De eerste twee testjes Lopen als Defvin en Tricks doen als Defvin hebben geen afvallers. De laatste test Hangen als Defvin, waarbij de testteamleden zo lang mogelijk aan een hoogwerker moeten hangen, zou beslissend zijn. Gaülli overwint haar hoogtevrees en komt als winnaar uit de bus. |                    |           |                   |
| 15 | 15                 | 10 min.   | 21 september 2022 |
| Jochem en Romy bundelen knalerwten op elkaar tot een uitvergroot exemplaar en laten deze vallen om te kijken of dit gevaarlijk is. Het blijkt van niet. In Koppen Of Bukken wordt getest of beter gekopt of gebukt wordt voor een golfbal. Hierbij wordt een meloen gebruikt om een hoofd te symboliseren. Bukken blijkt beter. Ghino probeert voor Gaülli een stevig afgesloten pot augurken open te krijgen door zich flink op te winden. Het lukt hem. |                    |           |                   |
| 16 | 16                 | 10 min.   | 22 september 2022 |
| Jochem en Defvin proberen zelf een waterbed te maken door een luchtmatras met water te vullen. Het blijkt te werken. Ghino en Gaülli testen de bekende shootout-scène uit westernfilms uit om te kijken of het mogelijk is om met een draai in één keer raak te schieten. Ze kregen het niet voor elkaar. Romy en Govert testen wat er gebeurt als je aan een bevroren paal likt. Govert komt vast te zitten. Ook als ze een ijsblokje op hun tong leggen komt deze finaal vast te zitten. |                    |           |                   |
| 17 | 17                 | 10 min.   | 23 september 2022 |
| Deze aflevering begint met een test waarin een dure helm met een goedkoop exemplaar wordt vergeleken. Beide exemplaren worden vanaf 7 meter gedropt met een meloen als hoofd. Hoewel de de meloen in goedkope helm minder schade oploopt wordt de dure helm aangeraden. De Huishoudrace wordt gedaan met een bureaustoel en een vuilnisbak. De bureaustoel rijdt in een tijd van 3"12 seconden naar beneden, de vuilnisbak zet een tijd van 16"86 neer. Romy probeert of ze geblinddoekt kippenvel uit een pakje kip van kippenvel van een koud hebbende Ghino kan onderscheiden. Dit lukt haar. |                    |           |                   |
| 18 | 18                 | 25 min.   | 24 september 2022 |
| De wekelijkse grote challenge op zaterdag draait om naar de overkant van het water komen als de pont wordt gemist. Defvin maakt een vaartuig met bijbehorende peddel van flessen. Jochem en Gaülli proberen een wetsuit van vershoudfolie en bubbeltjesplastic om zwemmend naar de overkant te komen. Deze blijkt echter niet waterdicht waarop wordt overgegaan op AquaBubbles. Romy en Ghino gebruiken opblaaseilanden met een bladblazer voor de voortstuwing. De AquaBubbles werkten niet, de andere twee methodes wel. |                    |           |                   |
| 19 | 19                 | 10 min.   | 26 september 2022 |
| Jochem en Romy testen of een normale paraplu of een stormparaplu beter tegen een harde wind kan. Waar de normale paraplu meteen stuk gaat blijkt de stormparaplu bestand tegen de windkracht uit een paramotor. Gaülli en Govert keren terug naar het experiment uit aflevering 9 om te kijken of er echt eieren uit de supermarkt uitgebroed kunnen worden. Het blijkt van niet, maar ze maken wel van de gelegenheid gebruik om hun collega-testteamleden mee te pranken. Defvin maakt een spectaculaire entree met een sprong door een houten plaat (met gat) en piepschuimen plaat achter elkaar. |                    |           |                   |
| 20 | 20                 | 10 min.   | 27 september 2022 |
| De testteamleden kijken in een aantal tests wie het beste Jochem kan vervangen. Als hem verkleed en lopend valt niemand af. In de tweede ronde moeten de testteamleden een scheikundige proef nadoen, waarbij ze olifantentandpasta maken en daarbij ook uitleg geven. Ook hier valt niemand af. In de beslissende laatste ronde moeten de testteamleden een ingewikkelde rekensom oplossen waarbij het effect zou zijn dat Jochem geraakt kan worden met een waterballon. Gaülli geeft als enige het goede antwoord en gooit Jochem daarmee nat. |                    |           |                   |
| 21 | 21                 | 10 min.   | 28 september 2022 |
| Als eerste testen de Govert en Defvin of er meer in een broodtrommel gestopt kan worden als het eten in plastic zakjes vacuüm wordt gezogen (snackmenu en fruit). Dit blijkt het geval. Wel moet opgemerkt worden dat drinken vacuüm zuigen niet werkt. Gaülli stopt een lunch enkele weken in een schoolkluisje om later te kijken wat ervan overblijft. Jochem en Romy proberen een tent op te zetten voor de wind van een paramotor. Met veel moeite krijgen ze de binnentent overeind en Jochem kruipt erin, maar toch merken ze op dat er met windkracht 10 niet gekampeerd moet worden. |                    |           |                   |
| 22 | 22                 | 10 min.   | 29 september 2022 |
| Defvin vult een afwasmachine met afwasmiddel. Het apparaat raakt gevuld met sop en de vaat wordt niet schoon. Govert en Gaülli stoppen zure haring in de blender om te proeven of het beter te eten is dan rechtstreeks uit de pot. Dit blijkt niet het geval. Jochem en Romy proberen een maaltijd te eten in de harde wind van een paramotor. Het lukt ze. |                    |           |                   |
| 23 | 23                 | 10 min.   | 30 september 2022 |
| Deze aflevering begint met een Huishoudrace tussen een bed en een grasmaaier. Romy gaat met een grasmaaier een schans af in 3"11 seconden, Defvin is langzamer, maar zijn tijd wordt niet genoemd. Govert doet de rubriek Koppen Of Bukken door een autoband op een meloen te laten vallen. Het blijkt beter om te bukken. Jochem en Gaülli proberen een bok over een parcours te lokken om te testen wie het meest overtuigend is. Dit blijkt Jochem te zijn. |                    |           |                   |
| 24 | 24                 | 25 min.   | 1 oktober 2022    |
| De wekelijkse grote challenge op zaterdag draait om het bouwen van een voertuig op windenergie. Romy en Gaülli laten zich door een plastic zeil voortstuwen op skeelers en Defvin en Jochem gebruiken een surfzeil op een skelter. Govert gooit het echter over een andere boeg; hij gebruikt een windturbine om een accu voor een scootmobiel op te laten. Als aan het einde van de uitzending een race bij harde wind wordt gehouden blijkt deze laatste aanpak echter de minst succesvolle. Het zijn Romy en Gaülli die op hun skeelers overduidelijk als eerste de eindstreep passeren terwijl Defvin en Jochem tweede worden. |                    |           |                   |
| 25 | 25                 | 10 min.   | 3 oktober 2022    |
| Ghino en Jochem proberen het wereldrecord chicken nuggets eten te verbreken. Binnen 1 minuut zou één van hen er 16 moeten verorberen. Het lukt ze niet. Defvin en Govert testen of een kampvuur beter ruikt met deodorant erin gespoten. Naast de gevaarlijke situatie die dit met zich meebrengt, wordt opgemerkt dat men in de natuur het liefst vuur zonder deodorant zou willen ruiken. Romy probeert tegen de wind in te fietsen bij windkracht 10, opgewekt door een paramotor. Dat lukt niet. Bij zijwaartse wind lukt windkracht 5 wel, maar bij windkracht 10 gaat Romy finaal onderuit. |                    |           |                   |
| 26 | 26                 | 10 min.   | 4 oktober 2022    |
| Ghino en Defvin trachten door een doorgang heen te breken die is dichtgemaakt met een hor, respectievelijk dubbelzijdig plakband. Ze weten er allebei doorheen te breken. De testteamleden proberen een zo hard mogelijk geluid te produceren. Romy doet dat door metaal tegen elkaar te slaan (83,6 dB). Jochem doet een imitatie van voetballer Cristiano Ronaldo (100 dB). Govert zet een radio hard aan, welke echter kapot zou blijken (48 dB). Defvin laat een ballon knallen (99,8 dB). De hardste is echter Ghino, die een ijselijke gil slaakt (100,9 dB). Gezamenlijk brullend weten ze nog een geluidsniveau van 115 dB te halen. Als laatste probeert Romy Jochem vacuüm te verpakken. Laatstgenoemde wordt in een plastic zeil gewikkeld en hier wordt de lucht uitgezogen.                        |                    |           |                   |
| 27 | 27                 | 10 min    | 5 oktober 2022    |
| Romy en Jochem laten een bal in hun gezicht gooien en filmen dit met hogesnelheidscamera. Op de verschillende opnames is te zien hoe het gezicht vervormt door de impact. Defvin probeert een bokshandschoen van purschuim te maken. Daarvoor trekt hij een rubberen handschoen aan en spuit hij er purschuim op om dit 20 minuten te laten uitharden. Het blijkt uitstekend te werken. Govert probeert spruiten lekkerder te maken door ze te blenden. Hij vindt deze inderdaad lekkerder. Tussendoor ontdekt Govert ook nog dat hij hele spruiten rauw lekkerder vindt dan gekookt. |                    |           |                   |
| 28 | 28                 | 10 min.   | 6 oktober 2022    |
| Romy en Ghino halen verschillende etenswaren door een gehaktmolen om te kijken of ze hier goed gehakt van kunnen maken. In de tussentijd stoppen de overige testteamleden verschillende stukken grofvuil in een shredder om te kijken wat ervan overblijft. |                    |           |                   |
| 29 | 29                 | 10 min.   | 7 oktober 2022    |
| Romy en Ghino kijken of het sprookje van Rapunzel ook echt kan. Hiervoor proberen ze aan vlechten paardenhaar te hangen. Er blijken slechts een klein beetje haar nodig om te blijven hangen en hangen aan haar wordt realistisch verklaard. Jochem doet Koppen of Bukken met een schilderij door deze op een meloen te droppen. Het blijkt te koppen te zijn. Govert en Defvin doen de Huishoudrace met een tv-meubel en een koelkast, beiden op wieltjes. Het tv-kastje is het snelste met een tijd van 3"76 seconden, de koelkast rolt de schans af in 4"60 seconden. |                    |           |                   |
| 30 | 30                 | 25 min.   | 8 oktober 2022    |
| Ghino en Gaülli als spelleiders hebben een schat verstopt. De overige testteamleden, onderverdeeld in Govert en Romy tegen Defvin en Jochem, gaan op zoek. Na een zoektocht met aanwijzingen, coördinaten, letters en sleutels is het uiteindelijk laatstgenoemd team dat de schat vindt. |                    |           |                   |
| 31 | 31                 | 10 min.   | 10 oktober 2022   |
| Gaülli en Govert testen uit tot welke windkracht de hond uitgelaten kan worden. Een chihuahua blijkt bij windkracht 8 niet meer overeind te blijven. Uitwerpselen opruimen lukt zelfs bij windkracht 10 nog. Defvin en Jochem testen als kleinste, respectievelijk langste testteamleden, of langere mensen hoger springen. Dit blijkt van niet. Ghino en Romy pompen een fietsband totdat hij knapt. Met buitenband eromheen blijft hij heel. Een losse binnenband blijkt na 65 pompslagen te knallen. |                    |           |                   |
| 32 | 32                 | 10 min.   | 11 oktober 2022   |
| Romy en Gaülli gebruiken een stofzuigermotor om een ventilator op te voeren. De bladen knapten eraf. Govert en Jochem proberen een voetbal door een ruit te schieten. Dubbel glas blijkt onbreekbaar voor een voetbal, maar Govert trapt er wel doorheen. Een enkelglasruit blijkt wel kapot te schieten met een bal. Defvin en Ghino proberen een landing van een kat na te kunnen doen waarbij hij op zijn pootjes landt. Dit lukt ze allebei. |                    |           |                   |
| 33 | 33                 | 10 min.   | 12 oktober 2022   |
| Romy en Gaülli testen uit hoe groot drollen kunnen zijn zodat het voldoende is om met slechts 3 liter water door te spoelen. Bij grote drollen blijkt het nog altijd het beste om meteen met 7 liter weg te spoelen. Defvin probeert een zo hard mogelijk geluid te produceren door een stalen plaat op het stalen plafond van de basecamp te gooien. Dit gaf een dreun van 113,2 dB. Romy en Jochem doen een huishoudrace met een stoel en een kliko. Jochem glijdt met de kliko in 6"57 seconden naar beneden. Romy doet het met haar stoel in 3"13 seconden. |                    |           |                   |
| 34 | 34                 | 10 min.   | 13 oktober 2022   |
| Govert en Gaülli proberen een wereldrecord M&M's stapelen te verbreken, op dat moment 5 in 1 minuut. Het lukt ze niet. Ghino en Defvin testen of klompen beter zijn dan sneakers. Zowel qua freerunnen als schoppen blijkt de sneaker beter. Om een salto op de trampoline te maken lijkt de klomp goed te zijn, totdat deze bij Ghino plotseling uitvliegt. Jochem probeert een zo hard mogelijk geluid te produceren door pannendeksels te slaan. Het geluidsniveau blijkt niet meer dan 89,1 dB. |                    |           |                   |
| 35 | 35                 | 10 min.   | 14 oktober 2022   |
| Gaülli en Defvin frituren fruit om te testen of dit lekker is. Dit blijkt geen groot succes. Jochem en Romy vullen een fietspomp met mayonaise om zo een mayonaisepomp te vormen. Dit blijkt wel een succes. Govert en Ghino maken een enorm uitvergrote kroket en kaassoufflé en frituren deze. Ook dit blijkt een succes. |                    |           |                   |
| 36 | 36                 | 25 min.   | 15 oktober 2022   |
| Op de zaterdagchallenge testen de testteamleden uit wie de beste commando's zijn. Ze delen zich op in drie teams: Govert en Defvin, Jochem en Ghino en Romy en Gaülli. Er worden verschillende deelchallenges gedaan. De testteamleden camoufleren zich in een struikgewas en moeten op een foto door de anderen worden gespot. In de tweede deelchallenge moeten ze zo lang mogelijk wakker blijven. Met het slaaptekort dat ze opbouwen moeten ze een uitgebreide stormbaan lopen die rond en doorheen de basecamp was uitgezet. Met een tijd van 4'13" minuten blijken Govert en Defvin de snelsten, gevolgd door Jochem en Ghino met 6'58" minuten en Romy en Gaülli met 7'18" minuten. |                    |           |                   |
| 37 | 37                 | 10 min.   | 17 oktober 2022   |
| Govert en Defvin gebruiken de schans van de Huishoudrace om zelf vanaf te glijden. Ze testen uit of ze goed naar beneden kunnen glijden door er water vanaf te laten spoelen. Naar beneden glijden duurt 5"05 seconden. Romy en Ghino proberen een tuinfeest te vieren bij harde wind. Bij windkracht 10 blijkt de partytent finaal weg te waaien, maar windkracht 3 blijkt al te veel. Jochem en Gaülli hakken een aantal wortels (als vingers) en een deobus door. |                    |           |                   |
| 38 | 38                 | 10 min.   | 18 oktober 2022   |
| Defvin en Ghino proberen 'zo snel als een speer' te zijn. Ghino gooit een speer vooruit en Defvin probeert hem rennend in te halen. Bij de tweede poging lukt het hem. Govert en Jochem proberen een noodstop te maken op de fiets door modelraketjes te gebruiken. Het blijkt niet te werken, maar het wordt wel vet bevonden. Gaülli keert terug naar haar schoolkluisje om te zien wat er is overgebleven van de lunch die ze er eerder in had achtergelaten (aflevering 21). De kaas op haar boterham blijkt uitverhard tot een soort plastic terwijl de boter opvallend geel blijkt verkleurd. De appel blijkt de substantie van een stressbal te hebben aangenomen, maar nog wel te eten terwijl de yoghurtdrank totaal beschimmeld en niet meer te drinken blijkt. De koekjes blijken nog prima te eten. |                    |           |                   |
| 39 | 39                 | 10 min.   | 19 oktober 2022   |
| Om te testen hoe groot skippyballen kunnen worden, pompen Jochem en Defvin twee exemplaren op totdat ze knallen. De tweede skippybal wordt ruim 80 centimeter groot en knalt met een harde plof uit elkaar. Romy probeert door op haar vingers te fluiten zo veel mogelijk decibellen aan geluid te genereren. Met 115,7 dB is ze op dat moment de hardste. Ghino en Govert kijken of ze harder kunnen glijden door zeep over een glijbaan uit te spoelen. Dit blijkt het geval te zijn; met 3,8 seconden komen ze beneden. |                    |           |                   |
| 40 | 40                 | 10 min.   | 20 oktober 2022   |
| In een aantal tests testen de testteamleden wie het beste Ghino kan vervangen als hij ziek is. Er worden drie deeltests gedaan; verkleden en praten als Ghino, zo hard mogelijk boeren en binnen 1 minuut 100 keer trappen op een stootkussen. Jochem blijkt als beste uit de test naar voren te komen. |                    |           |                   |
| 41 | 41                 | 10 min.   | 21 oktober 2022   |
| Romy en Defvin proberen hoger te springen op een trampoline uit met grotere veren. Dit blijkt echter onveilig te zijn. Ghino en Jochem proberen ondersteboven hangend in de achtbaan te eten. Met enige moeite lukt het hen. Gaülli en Govert kijken of ze met het haar in een ventilator vast kunnen komen te zitten. Door de veiligheidskap blijken er geen noemenswaardige risico's te zijn. |                    |           |                   |
| 42 | 42                 | 25 min.   | 22 oktober 2022   |
| De testteamleden proberen de Olympische Winterspelen in Nederland te doen. Ze delen zich op in drie teams: Romy en Defvin, Jochem en Ghino en Gaülli en Govert. Er worden drie wintersporten gedaan op alternatieve wijze. Bobsleeën wordt gedaan op zelfgemaakte karretjes een dijk af. Snowboarden wordt gedaan op een golvende skatebaan met een skateboard. Tot slot wordt er geskied van een schans. Uiteindelijk is het het team van Romy en Defvin die als totaalwinnaar uit de bus komen. Ghino en Jochem worden tweede en Gaülli en Govert sluiten de rij. |                    |           |                   |
| 43 | 43                 | 10 min.   | 24 oktober 2022   |
| Govert en Ghino proberen tevergeefs een brandblusser om wafels uit een snoepautomaat te halen. Jochem en Defvin proberen harder een schans af te glijden door er vla overheen te smeren. Het blijkt verrassend snel te gaan. Romy en Gaülli skaten bij harde wind. |                    |           |                   |
| 44 | 44                 | 10 min.   | 25 oktober 2022   |
| Romy en Jochem vieren hun verjaardag door een ballon en een bus slagroom onder een bijl te leggen. Ghino en Gaülli slagen erin om met lakens uit een gevangenisraam af te dalen en zo te ontsnappen. Defvin en Govert filmen 100 simultaan dichtslaande muizenvallen met een hogesnelheidscamera. |                    |           |                   |
| 45 | 45                 | 10 min.   | 26 oktober 2022   |
| Defvin en Romy slagen erin om uit een fles water te drinken ondersteboven hangend in een achtbaan. Ghino en Gaülli spelen de scène uit Titanic na waarbij Jack niet op de drijvende deur bij Rose mocht. De deur blijkt te zinken met twee personen – alleen Rose zou blijven drijven op de deur Jochem en Govert proberen met modelraketten op skeelers tot stilstand te komen. Dit blijkt te werken. |                    |           |                   |
| 46 | 46                 | 10 min.   | 27 oktober 2022   |
| De testteamleden testen wie de beste Romy is. Nadat ze zich als haar verkleed hebben (inclusief blonde pruik) moeten ze haar loop nadoen. Hier komen Jochem en Gaülli het beste uit naar voren. Als tweede moeten ze eenwieleren, omdat Romy in haar schooltijd met een eenwieler naar school ging. Gaülli en Govert komen hier het beste uit naar voren. In het laatste onderdeel moeten de testteamleden een koe melken (attractie). Ze krijgen 30 seconden om zo veel mogelijk te melken. Govert komt hier het beste uit naar voren, waardoor hij in punten gelijk komt met Gaülli. Hij wordt echter wel als totaalwinnaar uitgeroepen omdat hij het meeste heeft gelachen. |                    |           |                   |
| 47 | 47                 | 10 min.   | 28 oktober 2022   |
| Ghino en Jochem proberen door te beuken een vastzittende chocoladereep uit de automaat te krijgen. Dit lukt ze niet. Romy en Govert proberen bij harde wind hun bijbaan te doen. Serveren op een terras blijkt een kansloze onderneming, maar kranten bezorger lukt wel. Gaülli en Defvin doen een test over multitasken. Defvin belt een boodschappenlijstje door naar Gaülli die tegelijk aan het boren en het eten is in een yogahouding. Dit lukt niet. |                    |           |                   |
| 48 | 48                 | 25 min.   | 29 oktober 2022   |
| De testteamleden bereiden zich voor op hun eigen circusshow. Met twee klassen als publiek doen verschillende testteamleden verschillende acts. Defvin en Ghino beginnen de show met acrobatische stunts, gevolgd door Romy en Jochem met vuurstunts. Gaülli laat een ballon op haar hoofd doorschieten door een raket waarna ze met Govert de show afsluit door met een golfwagen door een brandende doorgang heen te springen. |                    |           |                   |
| 49 | 49                 | 10 min.   | 31 oktober 2022   |
| Defvin en Jochem zetten een lavalamp op een kooktoestel totdat hij ontploft. Met een aantal laserpennen en spiegeltjes zetten Gaülli en Ghino net als in de film een laserlabyrint uit in hun basecamp. Romy en Govert hakken twee bussen spuitverf door. |                    |           |                   |
| 50 | 50                 | 10 min.   | 1 november 2022   |
| Govert en Defvin testen of ze sneller van hun schans af kunnen glijden door er frituurvet overheen te smeren. Frituurvet op zichzelf blijkt niet erg hard te gaan, maar met water verdund wel. Romy en Gaülli testen of het beter is om te lopen of te rennen in de regen. Rennen blijkt beter. Ghino en Jochem vouwen een extra grote papieren boot om in te varen. Het blijkt voor geen meter te lukken. |                    |           |                   |
| 51 | 51                 | 10 min.   | 2 november 2022   |
| Ghino en Defvin proberen door een stapeling kartonnen dozen en een stuk gipsplaat heen te rennen. Beide wanden worden doorbroken. Gaülli en Govert twee biologische manieren uit om een jas waterdicht te maken. Govert probeert margarine, Gaülli doet het met biologische kokosolie. Beide producten blijken slechts beperkt te werken. Jochem en Romy proberen Vier op 'n rij te spelen ondersteboven hangend in een gestrande achtbaan. Dit lukt ze. |                    |           |                   |
| 52 | 52                 | 10 min.   | 3 november 2022   |
| Defvin en Jochem testen of lange mensen verder kunnen springen dan kleinere. Jochem, die als langere jongen de test inging, blijkt inderdaad verder te springen dan Defvin als kleinere. Gaülli en Ghino testen of het mogelijk is om een kogel te ontwijken die wordt afgevuurd. Ghino schiet met een paintbalgeweer een aantal keer naar Gaülli. Ze weet er verrassend veel te ontwijken. Govert en Romy proberen een slagroompatroon door te hakken. Dit lukt echter niet. |                    |           |                   |
| 53 | 53                 | 10 min.   | 4 november 2022   |
| In drie proeven testen de testteamleden wie de beste Gaülli is wanneer ze ziek zou zijn. Hierbij beginnen de overige testteamleden met zichzelf precies op te maken zoals zij eruitziet en als haar te lopen. Deze ronde doet Romy het beste. Als tweede moeten de testteamleden duurzaam een cadeau inpakken, met zo weinig mogelijk inpakpapier. Ook bij deze opdracht komt Romy als beste uit de test naar voren. De laatste opdracht zou om 3 punten gaan. Hier geeft Gaülli vanuit haar rol als actrice de opdracht aan de overige testteamleden om op commando te gaan huilen. Govert wint deze opdracht en wordt uitgeroepen als beste Gaülli. |                    |           |                   |
| 54 | 54                 | 25 min.   | 5 november 2022   |
| De testteamleden proberen in één dag op berg,- eiland- en sneeuwvakantie te vieren in Nederland. De testteamleden splitsen zichzelf op in drie koppels van twee, elk een ander soort vakantie testend. Romy en Ghino doen een bergvakantie na door hoog op een hoogwerker te gaan staan. Defvin en Gaülli doen een eilandvakantie na door met een opblaaseiland op de rivier te gaan liggen. En Govert en Jochem gaan op sneeuwvakantie in een indoorskihal. Als de testteamleden aan het einde van de dag weer samenkomen en hun ervaringen uitwisselen ervaren ze hun geïmproviseerde vakanties als een succes. |                    |           |                   |
| 55 | 55                 | 10 min.   | 7 november 2022   |
| Ghino en Defvin hakken twee colaflessen door; één stevig geschudde en één met muntsnoepjes. De eerste fles ontploft spectaculair, de tweede minder. Gaülli en Romy proberen zichzelf op te maken terwijl ze ondersteboven in een achtbaan hangen. Dit lukt ze. Jochem en Govert proberen met modelraketten op een skelter af te remmen. Dit blijkt onvoldoende te werken. |                    |           |                   |
| 56 | 56                 | 10 min.   | 8 november 2022   |
| Deze aflevering staat volledig in het teken van tests met lijm. Zo plakken Ghino en Defvin een aantal stoelen in ligstand aan de muur. Romy en Gaülli testen de kracht van superlijm. Ze lijmen verschillende voorwerpen vast aan een paar handschoenen dat ze dragen. In volgorde van oplopend gewicht zijn dit: een bord, een glas, een bowlingbal en een magnetron. Alles blijft hangen behalve de magnetron. Tussen de test van Romy en Gaülli door proberen Jochem en Govert nog een alternatief voor lijm te verzinnen. Ze smelten snoepgoed om en gebruiken de hete karamel om een paar tafelpoten vast te lijmen. Het blijkt echter maar beperkt te werken. |                    |           |                   |
| 57 | 57                 | 10 min.   | 9 november 2022   |
| Romy en Defvin filmen het stukgooien van verfballonnen tegen de muur met een high speed camera. Te zien is hoe de verf overal heen spettert. Gaülli doet een laatste poging om de decibelmeter een harder geluid te laten registreren dan Romy's 115,7 dB. Dit doet ze door op een papieren fluitje te blazen. Het lukt haar niet. Govert en Jochem proberen met een trilplaat een vastzittend snoepje uit de automaat te krijgen. Het lukt ze niet. |                    |           |                   |
| 58 | 58                 | 10 min.   | 10 november 2022  |
| De testteamleden testen uit wie het beste Govert kan vervangen. Nadat ze zich hebben omgekleed moeten ze hem zo goed mogelijk nadoen. Ghino doet dit als beste. De tweede ronde draait om survival. De testteamleden moeten zo snel mogelijk vuur maken. Romy en Defvin zijn de besten hierin. In de derde en laatste ronde moeten de testteamleden zo lang mogelijk in een ton ijskoud water zitten. Uiteindelijk zou Defvin als beste uit de bus komen. |                    |           |                   |
| 59 | 59                 | 10 min.   | 11 november 2022  |
| Romy en Defvin hakken een brandblusser door met een bijl. De explosie die dit zou opleveren blijkt echter tegen te vallen. Gaülli en Ghino testen of het mogelijk is om een speelhuisje te laten vliegen aan ballonnen. Ze blijken echter zo veel helium nodig te hebben dat ze moeten vaststellen dat het niet zou lukken. Jochem en Govert proberen sneller te glijden door boter te gebruiken. Anders dan bij hun eerdere pogingen smeren ze nu niet zichzelf in met het product, maar kneden ze 8 pakjes boter tot een bodyboard. Het blijkt niet te werken. |                    |           |                   |
| 60 | 60                 | 25 min.   | 12 november 2022  |
| In de laatste aflevering van het seizoen spelen de testteamleden doorfluistertje onder extreme omstandigheden. Govert geeft een boodschap door aan Jochem die deze liplezend moet opvangen. Op de tribune van een voetbalstadion probeert die het aan Ghino door te geven. Die hem op zijn beurt aan Romy probeert door te geven racend op de kartbaan. Zij moet de boodschap al onderwater gebarend aan Defvin doorgeven. De laatste schakel in de ketting zou Gaülli zijn, die de zin van Defvin moet doorkrijgen tijdens het skydiven. Nadat zij de boodschap feilloos weet te reproduceren is het uitdaging gehaald en de boodschap duidelijk: de bevestiging van een tweede seizoen van Checkpoint Basecamp.                                                                                               |                    |           |                   |
| 61 | 61                 | 25 min.   | 19 november 2022  |
| Uitgebreide terugblik op de bouw van de basecamp. |                    |           |                   |
| 62 | 62                 | 25 min.   | 31 december 2022  |
| Deze speciale aflevering staat volledig in het teken van tests met vuurwerk. Gedemonstreerd worden onder andere manieren om vuurwerk vet te maken, de gevaren van vuurwerk en milieuvriendelijk vuurwerk. De uitzending eindigt met een test waarin in één klap alle vuurwerkpakketten van een vuurwerkshow de lucht in worden gestuurd. |                    |           |                   |

## Seizoen 2 (2023)
| Aflevering (seizoen) | Aflevering (serie) | Speelduur | Uitzenddatum     |
| --- | ------------------ | --------- | ---------------- |
| 1 | 63                 | 10 min.   | 9 januari 2023   |
| De testteamleden tonen hun nieuwe outfits en blikken terug op hun hoogtepunten uit het vorige seizoen. Verder worden verschillende upgrades aan de basecamp getoond, waaronder een werkplaats en ramen. Jochem en Defvin proberen te bodyboarden op een 10 meter lange rij van pvc-buizen achter elkaar. Dit lukt. Ghino en Gaülli proberen de filmscène na te doen waarin met een haarspeld een slot wordt geopend. Ze proberen allebei een slot te openen en Gaülli slaagt hier daadwerkelijk in. Vervolgens proberen ze een deur met een creditcard open te flipperen. Dit lukt echter niet. |                    |           |                  |
| 2 | 64                 | 10 min.   | 10 januari 2023  |
| Defvin en Jochem laten een glazen vaas van 5 meter hoogte vallen in een omhulsel van piepschuim. De vaas overleeft de val zonder moeite. Govert en Ghino testen het gevaar van bellen onder het autorijden. Het blijkt inderdaad levensgevaarlijk te zijn. Romy en Jochem testen de kracht van een onverwoestbaar laadsnoer. Het snoer gaat stuk toen ze er een auto mee probeerden te slepen. |                    |           |                  |
| 3 | 65                 | 10 min.   | 11 januari 2023  |
| Govert en Gaülli filmen het ploffen van een airbag met een high speed camera. Ghino en Romy proberen zelf binnen te zitten terwijl ze buiten voetballen. Dit doen ze met radiografisch bestuurbare auto's. In de praktijk blijken auto's en bal vaak geherpositioneerd te moeten worden waardoor ze toch naar buiten moeten gaan. Jochem en Defvin proberen in één klap heel veel sinaasappelsap te krijgen door 500 sinaasappels van een hijskraan in een bak te droppen. Er vallen echter veel sinaasappels naast de bak waardoor er amper getapt kan worden. |                    |           |                  |
| 4 | 66                 | 10 min.   | 12 januari 2023  |
| Gaülli en Defvin proberen te bodyboarden op een 10 meter lange rij van yogaballen achter elkaar. Beiden gaan echter finaal onderuit. Romy en Jochem verwarmen verschillende soorten fruit in de magnetron. Het fruit zag er na afloop niet goed meer uit, maar de testteamleden laten het zich wel smaken. Govert stopt een breekbare glazen vaas in een kussen en laat het geheel van 5 meter hoogte vallen. De vaas overleeft de val. |                    |           |                  |
| 5 | 67                 | 10 min.   | 13 januari 2023  |
| Ghino en Defvin testen een manier om op een zeepkist te rijden zonder helling. Dit proberen ze door zichzelf op hun wagen te lanceren met behulp van elastiek. Het werkt. Romy en Gaülli proberen elektrisch te longboarden door zichzelf voort te trekken op een board met een radiografisch bestuurbare auto. Het werkt wel, maar gaat niet hard. Govert en Jochem proberen een raket te maken met een colablikje onder druk. Dit werkt niet. |                    |           |                  |
| 6 | 68                 | 25 min.   | 14 januari 2023  |
| In deze aflevering strijden een jongens- en meidenteam tegen elkaar aan wie het beste bestand is tegen angsten. Ghino en Jochem zijn de jongens, Romy en Gaülli de meiden en Defvin en Jochem treden op als wedstrijdleider. Er worden vier opdrachten uitgevoerd. De eerste test draait om podiumvrees. Jochem en Gaülli treden op met Kinderen voor Kinderen. De hartslag van Gaülli stijgt minder (79 slagen) van van Jochem (83), dus deze eerste opdracht wordt gewonnen door de meiden. In de tweede opdracht wordt er ingespeeld op de angst voor het onbekende. Ghino en Romy worden geblinddoekt door een parcours begeleid. Romy wint de opdracht; ze heeft slechts 33 verhoging terwijl Ghino met 37 stijgt. Als derde strijden Romy en Jochem tegen elkaar op het gebied van hoogtevrees, middels een rit in de booster. Deze wint Jochem, met 76 slagen verhoging tegen 79 voor Romy. Tot slot nemen Gaülli en Ghino het tegen elkaar op in een proef over angst voor kleine ruimtes. Ze worden een kwartier in een kleine donkere gezet. Ghino's hartslag stijgt met 47 slagen en die van Gaülli met 49. Zo eindigt deze proef overall in een gelijke stand. |                    |           |                  |
| 7 | 69                 | 10 min.   | 16 januari 2023  |
| Defvin en Gaülli proberen de nog hete kolenresten van een barbecue op te zuigen met een stofzuiger. Het apparaat begint al gauw te roken en gaat kapot. Romy en Gaülli proberen op het droge te bodyboarden op een grote hoeveelheid paintbalballetjes. Dit lukt. Ghino en Govert rollen een glazen vaas stevig op in yogamatten en laten dit geheel van 5 meter hoogte vallen. De vaas blijft nagenoeg heel. |                    |           |                  |
| 8 | 70                 | 10 min.   | 17 januari 2023  |
| Gaülli en Govert testen verschillende manieren uit die kunnen helpen tegen last van brandnetels. Dit blijken yoghurt en aardappelen te zijn. Natuurazijn, aardappel en ontharen werken niet. Ghino en Romy proberen met een vortexkanon een scheetgeur naar collega-testteamleden Gaülli en Govert te blazen. Dit lukt. Defvin en Jochem proberen in één klap een badkuip te vullen met water. Dit doen ze door 1000 liter water van 20 meter hoogte op het bad te laten vallen. Het bad wordt echter verwoest door de impact. |                    |           |                  |
| 9 | 71                 | 10 min.   | 18 januari 2023  |
| Romy en Ghino testen hoe robuust een oude mobiele telefoon is. Als Ghino er overheen fietst, gaat het scherm kapot. Govert en Romy stoppen een aantal Madame Jeanette-pepers in een magnetron om te kijken wat er dan gebeurt. De lucht werkt in op de longen van beide testteamleden en even later vatten de pepers vlam. Defvin en Govert proberen een raket te maken met een deobus. Dit blijkt goed te werken. |                    |           |                  |
| 10 | 72                 | 10 min.   | 19 januari 2023  |
| Defvin en Gaülli proberen op het droge te bodyboarden op een rij van 10 olievaten achter elkaar. Dit lukt hen. Govert en Ghino smelten chocola om tot extra grote hagelslag en doen dit op brood. Dit vinden ze niet beter dan gewone chocolade. Jochem en Romy proberen de vloer schoon te maken met een radiografisch bestuurbare auto, waar ze een dweilen onder vast hebben gemaakt. Dit blijkt goed te werken. |                    |           |                  |
| 11 | 73                 | 10 min.   | 20 januari 2023  |
| Ghino en Romy droppen een bowlingbal in een bassin om te zien hoe hoog het water omhoog spettert. Dit blijkt 4,5 meter te zijn. Jochem en Defvin pompen een basketbal op totdat hij ploft. Gaülli en Govert proberen natte kleding te drogen in de magnetron. Een natte broek vat vlam. |                    |           |                  |
| 12 | 74                 | 25 min.   | 21 januari 2023  |
| In deze challenge draait het om zo veel mogelijk waarde aan objecten bij elkaar vinden. Defvin en Romy gaat met een metaaldetector zoeken en krijgen uiteindelijk € 5,- voor een oud speelgoedautootje. Jochem en Govert gaan magneetvissen en zij vinden voor € 25,30 aan voorwerpen. Ghino en Gaülli kopen voor € 250,-- aan niet opgehaalde pakketjes op en incasseren de eigenlijke waarde. Hiermee boeken ze € 70,-- winst en daarmee worden zij winnaar. |                    |           |                  |
| 13 | 75                 | 10 min.   | 23 januari 2023  |
| Romy en Defvin testen een honkbalknuppel op zijn onbreekbaarheid. Hij bleef gedurende de hele test heel. Ghino en Gaülli laten een glazen vaas van 5 meter hoogte vallen in een omhulsel van schuimrubber. Hoewel het aanvankelijk veelbelovend oogt overleeft de vaas de val niet. Jochem en Govert proberen op het droge te bodyboarden op een grote hoeveelheid basketballen. Dit lukt niet. |                    |           |                  |
| 14 | 76                 | 10 min.   | 24 januari 2023  |
| Ghino en Gaülli proberen door twee messen in een gordijn te steken een zachte afdaling naar beneden te maken. Dit lukt hen niet. Govert en Romy winnen drinkwater door modder in een T-shirt te scheppen en het shirt uit te wringen boven een pan. Nadat Govert het water kookt kan hij er goede brandnetelthee mee zetten. Jochem en Defvin proberen in één klap een pizza te maken door de ingrediënten vanuit een hijskraan op de pizzabodem te laten vallen. Dit lukt echter niet goed, doordat bijna alles doel mist. |                    |           |                  |
| 15 | 77                 | 10 min.   | 25 januari 2023  |
| Romy presenteert een test waarin de testteamleden uittesten wie het beste ruimtelijk inzicht heeft. Bij een eerste opdracht waarin de testteamleden zo veel mogelijk dozen in een bestelbus moeten laden valt Govert af. De overgebleven vier testteamleden moeten op gevoel één liter water afmeten. Hierbij valt Defvin als tweede af. Bij de laatste opdracht moeten de laatste drie testteamleden ringsteken vanuit een auto. Alleen Jochem slaagt erin om raak te steken en daarmee eindigt hij als winnaar. |                    |           |                  |
| 16 | 78                 | 10 min.   | 26 januari 2023  |
| Gaülli en Govert proberen een zeepkist, bij gebrek aan hellingen, aan te drijven met een boormachine. De zeepkist kwam vooruit, maar ging niet snel. Romy en Ghino droppen een bowlingbal vanaf een hijskraan in een zwembad om te zien hoe hoog het water omhoog spettert. Het water kwam 2,5 meter hoog. Defvin en Defvin schieten met een aardappelkanon om te testen of ze daar beter voor kunnen koppen of bukken. Hierbij worden meloenen meloen gebruikt om hoofden te symboliseren. Bukken blijkt beter. |                    |           |                  |
| 17 | 79                 | 10 min.   | 27 januari 2023  |
| Jochem probeert met een radiografisch bestuurbare auto cola te bestellen bij Defvin. Jochem slaagt erin de auto tot bij Defvin te krijgen en hem met cola weer terug te rijden. Gaülli probeert met een fietsconstructie een wasmachine aan te drijven op spierkracht. Ze merkt op dat er niet te veel in de machine kan omdat de ketting er dan af loopt, maar de was die erin gaat wordt wel schoon. Govert en Ghino proberen een XXL spaghettisliert te maken en te koken. Het resultaat was niet naar wens. |                    |           |                  |
| 18 | 80                 | 25 min.   | 28 januari 2023  |
| De testteamleden proberen in één dag een kermis te bouwen op hun terrein. Romy en Ghino zorgen voor zelfgemaakte suikerspinnen en bouwen een grijpmachine. Jochem en Govert houden zich bezig met de realisatie van botsauto's en Gaülli en Defvin bouwen nog een snelle attractie. Het wordt een succes. |                    |           |                  |
| 19 | 81                 | 10 min.   | 30 januari 2023  |
| Romy en Defvin proberen sneller een broek aan te doen door deze met elastiek boven een trampoline te spannen en erin te springen. Het kost een paar pogingen, maar dan lukt het ook. Gaülli en Ghino proberen vanaf een rijdende scooter op een doelwit te schieten. Het lukt ze gemakkelijk. De testteamleden proberen met z'n allen op een fiets te rijden (m.u.v. Romy die door een blessure niet mee kan doen). Na een paar pogingen lukt het ze. |                    |           |                  |
| 20 | 82                 | 10 min.   | 31 januari 2023  |
| Defvin en Romy proberen 10 meter te bodyboarden op een laminaten vloer. Hiervoor plakten ze tevens planken laminaat onderop het bodyboard. Na een aantal pogingen lukt het. Gaülli en Ghino proberen een raket te maken door een slagroombus op een scherpe punt te droppen. Dit blijkt goed te werken. Govert en Jochem vullen een vortexkanon met brandbaar gas en richten deze op een waxinelichtje. Waar de testteamleden op een fikse ring van vuur hopen wordt dit resultaat niet bereikt. |                    |           |                  |
| 21 | 83                 | 10 min.   | 1 februari 2023  |
| Ghino en Romy stoppen een glazen vaas in een opblaaskrokodil die ze vervolgens opblazen. Dit geheel wordt van 5 meter hoog naar beneden gedropt. De vaas overleeft de val niet. Jochem en Gaülli proberen zich extra snel op te maken. Dit doen ze door een gezichtsafdruk van Gaülli te maken waarin ze van tevoren de nodige make-up aanbrengen. Door dit opgemaakte masker in haar gezicht af te drukken zou Gaülli zich in één keer hebben opgemaakt. Het levert niet het gewenste resultaat op. Defvin en Govert proberen te raften op het droge door met een rubberboot op pvc-buizen een schans af te glijden. Na een paar pogingen lukt het Govert om beneden te komen. |                    |           |                  |
| 22 | 84                 | 10 min.   | 2 februari 2023  |
| De testteamleden testen wie het beste in balans zijn. Bij een eerste opdracht waarin de testteamleden zo ver mogelijk moeten lopen op een olieton valt Jochem af. De overgebleven vier testteamleden strijden tegen elkaar in duels waarin ze elkaar gehurkt tegen de grond moeten werken. Hierbij vallen Defvin en Ghino af. Bij de laatste opdracht krijgen de laatste twee testteamleden Govert en Gaülli de opdracht om een auto in balans te krijgen op een wip. Uiteindelijk komt Jochem als winnaar uit de test. |                    |           |                  |
| 23 | 85                 | 10 min.   | 3 februari 2023  |
| Jochem en Govert proberen in één keer te douchen met een windturbine. Ze gooien een plens water met zeep over elkaar heen en laten zich droogblazen door een windturbine. Dit levert niet het gewenste resultaat op. Met uitzondering van Romy proberen alle testteamleden met z'n allen op een scooter te rijden. Dit lukt hen. Wat ze echter niet weten is dat Romy hen met een radiografisch bestuurbare auto probeert te bespieden. Ze valt echter vroegtijdig door de mand. |                    |           |                  |
| 24 | 86                 | 25 min.   | 4 februari 2023  |
| Alle testteamleden afzonderlijk verspreiden op verschillende manieren het Checkpoint-logo door heel Nederland. Ze kunnen stickers overal plakken of naar eigen creativiteit ergens het logo vormen. Uiteindelijk wordt Romy tot winnaar uitgeroepen die het logo op haar voet laat tatoeëren. |                    |           |                  |
| 25 | 87                 | 10 min.   | 6 februari 2023  |
| Romy en Ghino laten een deur in een bassin vallen om te zien hoe hoog het water omhoog spettert. Nadat de deur aanvankelijk nog mist als hij van 20 meter hoogte wordt gedropt komt hij op de halve hoogte wel goed terecht. Het water spettert 2,5 meter hoog. Gaülli en Govert proberen gras te maaien met een radiografisch bestuurbare auto, waar ze een de messen van een grasmaaier achter monteren. Het werkt niet goed. Geconcludeerd wordt dat men het gras niet moet maaien. Romy en Ghino proberen te raften op het droge door met een rubberboot op knikkers een schans af te glijden. Het blijkt te werken. |                    |           |                  |
| 26 | 88                 | 10 min.   | 7 februari 2023  |
| Defvin en Ghino testen of het mogelijk om veilig uit een brandend huis te springen door beneden pakken wc-papier neer te leggen. Ze komen veilig neer. Jochem en Gaülli gebruiken een closeup-camera om hun telefoons te analyseren op smerigheid. Gaülli en Romy testen verschillende hondenspeeltjes op breekbaarheid. Een plastic kip blijkt al redelijk makkelijk stuk te gaan en zelfs een speciaal onverwoestbaar hondenspeeltje wordt met een hydraulische schaar nog steeds doorgeknipt. Geconcludeerd wordt dat er geen onverwoestbare hondenspeeltjes zijn. |                    |           |                  |
| 27 | 89                 | 10 min.   | 8 februari 2023  |
| Jochem en Gaülli lanceren een colafles met butaangas en leggen dit vast met een high speed camera. Govert en Defvin spannen elastiek op een houten constructie om zo een trampoline proberen te bouwen. Hij blijkt niet functioneel en veilig te zijn. Romy en Jochem doen een recordpoging zo veel mogelijk T-shirts binnen 1 minuut aantrekken. Door meerdere shirts in elkaar klaar te leggen weet Jochem uiteindelijk 22 shirts aan te trekken. |                    |           |                  |
| 28 | 90                 | 10 min.   | 9 februari 2023  |
| Romy en Govert zetten 15 pennen aan elkaar in een houten constructie om zodoende 15 strafregels in één keer te kunnen schrijven. Het resultaat blijkt echter te lelijk te worden om goedgekeurd te krijgen. Gaülli en Ghino proberen te raften op het droge door met een rubberboot op ballenbakballen een schans af te glijden. Dit lukt echter niet. Defvin en Jochem laten een glazen vaas van 5 meter hoogte vallen in een autoband. De vaas valt finaal aan diggelen. |                    |           |                  |
| 29 | 91                 | 10 min.   | 10 februari 2023 |
| Defvin en Govert testen welke objecten goed kunnen beschermen tegen zware hagel. Een parasol, kliko en auto worden getest en een kliko blijkt de beste methode. Gaülli en Ghino testen de filmscène waarbij iemand die aan een klif hangt weer omhoog wordt getrokken. Dit blijkt in het echt niet mogelijk. |                    |           |                  |
| 30 | 92                 | 25 min.   | 11 februari 2023 |
| De testteamleden testen wie de beste Formule 1-coureur is. Bij wijze van kwalificatie voor een race doen de testteamleden eerst een drietal proeven die met de autoracerij te maken hebben. Om te beginnen testen de testteamleden hun reactievermogen door zo snel mogelijk een liniaal te vangen. Daarna testen ze hun stuurmanskunsten door zo dicht mogelijk langs een muur een bocht te nemen en als derde testen ze hun kennis. Uiteindelijk is het Defvin die deze drie proeven als beste doet en daarom de race op pole position van start gaat. Hij blijft de hele wedstrijd aan kop rijden en wint uiteindelijk ook. Gaülli, die als tweede is gestart, eindigt ook als tweede en Jochem haalt vanaf zijn vijfde startpositie twee rijders in om de wedstrijd als derde te finishen. |                    |           |                  |
| 31 | 93                 | 10 min.   | 13 februari 2023 |
| Defvin en Ghino testen of het mogelijk om veilig uit een brandend huis te springen door beneden kartonnen dozen neer te leggen. Ze komen allebei goed terecht. Jochem en Gaülli analyseren verschillende insecten onder een closeup-camera. Govert probeert een zeepkist, bij gebrek aan heuvels, voort te trekken met behulp van een contragewicht dat aan een katrol wordt opgehangen. Het blijkt goed te werken. |                    |           |                  |
| 32 | 94                 | 10 min.   | 14 februari 2023 |
| Ter gelegenheid van Valentijnsdag testen de testteamleden wie de beste cupido is. Bij een eerste opdracht waarin de testteamleden moeten boogschieten vallen Defvin en Ghino af. In de tweede ronde krijgen de overgebleven vier testteamleden de opdracht om binnen 1 minuut zo veel mogelijk bloemblaadjes van bloemen af te plukken. Hierbij vallen Govert en Romy af. Zodoende blijven Jochem en Gaülli over voor de finale. Ze krijgen de opdracht een liefdesgedicht te schrijven voor de andere testteamleden. Hier weet Gaülli uiteindelijk de eindoverwinning binnen te slepen. |                    |           |                  |
| 33 | 95                 | 10 min.   | 15 februari 2023 |
| Govert en Gaülli proberen een overstroming te overleven door op een deur of op een matras te blijven drijven. Het blijkt goed te werken. Later in de uitzending herhalen ze test op een tv-kastje en een basketbal. Deze methoden werken naar hun oordeel tot op zekere hoogte. Jochem en Defvin proberen in één klap een trickshot te doen door zestig basketballen van een kraan naar beneden te laten vallen. Op de grond staat een basket waar een bal doorheen moet vallen. Geen enkele bal gaat door de basket heen. |                    |           |                  |
| 34 | 96                 | 10 min.   | 16 februari 2023 |
| Gaülli en Defvin proberen in een rubberboot op ijsblokjes van een schans af te glijden. Deze alternatieve methode van raften blijkt goed te werken. Govert en Romy proberen goedkoop een eenpersoonskano te bouwen. Deze bestaat uit een frame van pvc-buizen die ze volgens met plasticfolie afwerken. Govert probeert de kano uit, maar kan er niet mee varen. Ghino en Jochem proberen na een picknick snel af te wassen met behulp van een hogedrukspuit. Dit werkt zeer snel. |                    |           |                  |
| 35 | 97                 | 10 min.   | 17 februari 2023 |
| Romy en Ghino droppen een gevulde snoepautomaat vanop 20 meter hoogte in een bassin. Hiermee willen ze testen hoe hoog het water opspettert. Dit bommetje bereikt een hoogte van 6,3 meter. Gaülli en Jochem maken een raket door grote flessen met butaangas en cola te vullen. Govert en Defvin laten zien hoe men de weg moet vinden in de wildernis. Hij laat dat onder meer zien door middel van mos op de bomen en hoe de bomen groeien. |                    |           |                  |
| 36 | 98                 | 25 min.   | 18 februari 2023 |
| De testteamleden testen wie de beste piraat is. Ze beginnen met een opdracht die draait om kanonschieten. Elk testteamlid krijgt drie pogingen om een 'piratenschip' (vermomde auto) te raken. In de tweede opdracht moeten de testteamleden een 'schip enteren' door zich vanaf een zipline op een target neer te komen. De derde opdracht draait om een zeeslag, waarbij de testteamleden in rubberboten varen en elkaars boten lek moeten prikken. Na afloop blijken Govert en Ghino de meeste punten behaald te hebben. Bij wijze van finale dagen ze elkaar uit voor een zwaardgevecht op een evenwichtsbalk boven het water. Uiteindelijk is het Ghino die op deze manier de eindoverwinning in zijn voordeel bepaalt. |                    |           |                  |
| 37 | 99                 | 10 min.   | 20 februari 2023 |
| Ghino en Romy proberen in één klap een auto schoon te maken. Dit doen ze door er een waterzak vanaf een hijskraan bovenop te laten vallen. De auto wordt echter finaal geplet, maar schoon wordt hij niet. Govert laat zien dat madeliefjes, smeerwortels en paardenbloemen eetbaar zijn. Samen met Gaülli gaat hij verder nog op zoek naar bramen, brandnetels en kleefkruid. Uiteindelijk trekken ze thee van hun verzamelen kruiden. Jochem en Defvin proberen op het droge te raften door met een rubberboot op boomstammen van een schans af te glijden. Het lukt ze. |                    |           |                  |
| 38 | 100                | 10 min.   | 21 februari 2023 |
| Jochem en Defvin proberen een luchtbed in één keer op te blazen met een spudgun. Het lukt ze niet. Govert en Gaülli stoppen een blok kaas in een magnetron in de hoop te kunnen kaasfonduen. Dit blijkt wel te werken. |                    |           |                  |
| 39 | 101                | 10 min.   | 22 februari 2023 |
| Deze uitzending bestaat uit verschillende verjaardags-gerelateerde tests. Zo proberen ze snel de kamer te versieren door drie slingers af te schieten met een spudgun. Dit lukt echter niet. De rest van de uitzending bestaat uit een serie spellen. Zo stampen de testteamleden ballonnen kapot en blazen ze kaarsen uit. Tussendoor geven de testteamleden elkaar cadeaus. |                    |           |                  |
| 40 | 102                | 10 min.   | 23 februari 2023 |
| Ghino en Defvin testen een oplossing om een weggeslagen bal zo snel mogelijk terug te halen. Ze hangen hem aan een vislijn en gooien hem weg. Als de lijn wordt ingehaald komt de bal terug. Ook met zwaardere objecten blijkt dit systeem goed te werken. Romy bezoekt een miniboerderij om een video-opname te maken van haarzelf met alpaca's. Ze test hiermee hoeveel likes ze hiermee likes ze behaalt binnen 1 uur. Dit worden er 172. Gaülli analyseert het lichaam van Jochem met een closeup-camera. |                    |           |                  |
| 41 | 103                | 10 min.   | 24 februari 2023 |
| Ghino en Defvin proberen een kluis te kraken door hem vanuit een hoogwerker op de grond te laten vallen. Dit lukt ze niet. Romy en Govert testen de stevigheid van een onverwoestbare paraplu. Hij blijkt bestand tegen de waterkracht van een hogedrukspuit en de windkracht van een paramotor. Deze twee gecombineerd blijkt echter te veel van het goede. Jochem probeert de eerder behaalde 172 likes van Romy te overtreffen door een video-opname op social media te posten met Kalvijn. Deze upload scoort echter niet meer dan 104 likes in 1 uur tijd. |                    |           |                  |
| 42 | 104                | 25 min.   | 25 februari 2023 |
| De testteamleden proberen saaie alledaagse activiteiten tot spellen te vermaken. Zo beginnen ze de weg naar school te transformeren tot een hinkelbaan om zo hinkelend naar school te kunnen. Op school aangekomen proberen de testteamleden tikkertje en annemaria koekoek te spelen met de kinderen in de klas, zónder dat de juf het doorheeft. Ook dit blijkt een succes. Als laatste wordt er een variant op verstoppertje gespeeld in de supermarkt. De testteamleden moeten een vijftal boodschappen in hun mandje verzamelen krijgen en zichzelf vrijbuten zonder dat de zoeker (Jochem) hen ontdekt. Hierna wordt geconcludeerd dat het zeker mogelijk is om een saaie dag met spellen leuker te maken. |                    |           |                  |
| 43 | 105                | 10 min.   | 27 februari 2023 |
| Govert en Defvin rijden als Romeinen in een paardenkar die door een scooter wordt voortgetrokken in plaats van een paard. Hiervoor maken ze spanbanden als paardenteugels vast aan de gashendel van de scooter. Het blijkt goed te werken. Romy en Gaülli proberen een kluis te kraken door er met een auto tegenaan te rijden. Na een paar pogingen met oplopende snelheden wordt de kluis niet gekraakt. Ghino probeert in 1 uur tijd zo veel mogelijk likes op social media te behalen. Hij doet dit door een video te maken van een oefening waarbij hij waterflesjes uit de lucht trapt. Nadat het uur verstreken is blijkt hij 120 likes te hebben behaald. |                    |           |                  |
| 44 | 106                | 10 min.   | 28 februari 2023 |
| Govert en Defvin proberen op een loopband te fietsen. Ze zetten de fiets met het achterwiel op de band en proberen te fietsen terwijl de band loopt. Dit lukt goed. Gaülli is aan de beurt om met een zelfgemaakte video zo veel mogelijk likes op social media te behalen. Ze bundelt duizend sterretjes op elkaar en filmt de steekvlam waarmee ze ontbranden. Na een uur blijkt ze slechts 85 likes te hebben behaald. |                    |           |                  |
| 45 | 107                | 10 min.   | 1 maart 2023     |
| Ghino en Gaülli hebben de basecamp op schaal nagebouwd om daarmee te testen hoe ze het beste een bosbrand overleven. Twee poppen worden in nat wc-papier en aluminiumfolie gewikkeld. Als het geheel in brand wordt gestoken blijkt nat wc-papier het beste te zijn. Romy en Govert proberen een XXL croissant te bakken. Als ze deze bakken, wordt de buitenkant gaar, maar de binnenkant blijft rauw. Jochem en Defvin proberen snel een barbecue op temperatuur te brengen met behulp van de steekvlam van een spuitbus. Dit lukt. |                    |           |                  |
| 46 | 108                | 10 min.   | 2 maart 2023     |
| Defvin en Gaülli proberen te raften op het droge door in een rubberboot op knuffeldieren van een schans af te glijden. Het lukt voor geen meter. Romy en Govert maken een gebitsvormige constructie met allemaal tandenborstelkopjes die precies in hun mond past. Hiermee proberen ze snel tanden te poetsen. Dit blijkt goed te werken. Romy en Gaülli proberen een wereldrecord te verbreken door zo veel mogelijk lepels op hun lichaam te hangen. Dit lukt ze niet. |                    |           |                  |
| 47 | 109                | 10 min.   | 3 maart 2023     |
| Jochem en Defvin proberen te skaten op een loopband, zowel op een longboard als op skeelers. Dit lukt hen. Jochem en Ghino testen een manier uit om aan een watergevecht deel te nemen zonder nat te worden. Dit doen ze door waterballonnen in een spudgun te laden om deze extra ver weg te kunnen schieten. De ballonnen leveren niet het gewenste resultaat, een directe plens water blijkt echter zeer effectief. |                    |           |                  |
| 48 | 110                | 25 min.   | 4 maart 2023     |
| De testteamleden gaan aan de slag om met een klein budget een trailer voor een actiefilm te filmen. Iedereen gaat aan de slag met de verschillende onderdelen van de special effects, zoals vechtscènes, schieteffecten en ontploffingen. Uiteindelijk filmen ze de trailer stukje bij beetje. Het wordt een succes. |                    |           |                  |
| 49 | 111                | 10 min.   | 6 maart 2023     |
| Defvin is aan de beurt om met een social media post zo veel mogelijk likes te behalen in 1 uur tijd. Zijn post bestaat uit een aantal shots op het hoogste punt van een hijskraan. Hier behaalt hij 112 likes mee. Jochem en Govert kijken hoe ze het beste kunnen hardlopen. Jochem loopt een parcours hard, Govert doet dit met speedmarsen. Na afloop blazen ze beiden een ballon op om te vergelijken wie nog de grootste longcapaciteit heeft. Dit blijkt Govert te zijn, waaruit geconcludeerd wordt dat speedmarsen beter is. |                    |           |                  |
| 50 | 112                | 10 min.   | 7 maart 2023     |
| Romy en Jochem proberen al liggende Jochems broek uit te trekken. Dat doen ze met behulp van een auto, zowel een radiografisch bestuurbare als een echte. De echte bleek goed te werken. Ghino en Govert proberen een XXL pannenkoek te bakken. Deze verbrandt voor een groot deel en geconcludeerd wordt dan ook dan deze niet beter is dan een reguliere kleine. Gaülli en Defvin droppen een auto van een hijskraan in een zwembad. Het bommetje spettert 3 meter hoog. |                    |           |                  |
| 51 | 113                | 10 min.   | 8 maart 2023     |
| Romy en Gaülli bouwen een boobytrap voor Govert en Jochem. Deze werkt met een stuk visdraad die, als deze geraakt wordt, een bus paraffine laat spuiten. De boobytrap blijkt goed te werken en Jochem krijgt de volle laag. Govert is als laatste aan de beurt om met een social media upload te meeste likes te behalen. Hij maakt een video waarbij hij een bowlingbal naar zijn gezicht geslingerd krijgt. Het levert 138 likes op, waarmee Romy's alpaca-video met 172 likes als beste uit de test is gekomen. |                    |           |                  |
| 52 | 114                | 10 min.   | 9 maart 2023     |
| De testteamleden testen met elkaar (met uitzondering van Ghino) uit wie de beste sloper is. Ze krijgen eerst elk 1 minuut om een caravan zo veel mogelijk te slopen. Hier vallen Jochem en Defvin bij af. Bij de tweede ronde moeten de testteamleden met een bowlingbal als sloopkogel een glazen vaas omgooien zonder een knuffel die daarnaast staat mee te nemen. Hier valt Gaülli bij af, waardoor Romy en Govert als finalisten overblijven. Zij krijgen 2 minuten de tijd om een Checkpoint-logo uit een stuk hout te beitelen. Hier komt Romy als totaalwinnaar uit naar voren. |                    |           |                  |
| 53 | 115                | 10 min.   | 10 maart 2023    |
| Defvin en Gaülli proberen op een loopband te skiën. Ze zetten de band in helling en smeren hem in met WD-40. Het blijkt te werken. Govert probeert een kluis open te krijgen door er stikstof overheen te kieperen en daarna het staal met een hamer kapot te slaan. De kluis loopt wel schade op, maar de inhoud ligt er nog steeds veilig in. Romy en Jochem proberen een spudgun als verfkanon te gebruiken. Dit blijkt goed te werken. |                    |           |                  |
| 54 | 116                | 25 min.   | 11 maart 2023    |
| De testteamleden splitsen zich op in teams voor een eigen versie van bingo. De testteamleden verzinnen opdrachten voor elkaar en voor iedere opdracht die behaald wordt, mogen ze een nummer trekken. Het team van Ghino en Jochem wint het spel. |                    |           |                  |
| 55 | 117                | 10 min.   | 13 maart 2023    |
| Govert en Defvin proberen een anti-inbraaksysteem te realiseren. Deze werkt met een e-collar waardoor een potentiële inbreker een elektrische schok krijgt als diegene tracht binnen te komen. Het werkt. Romy en Gaülli testen hoe het is om als een slak te leven. Als geïmproviseerd slakkenhuis gebruiken ze een speelhuisje. Het wordt geen succes. Jochem probeert alternatieve brandstoffen uit om op een scooter te rijden. Slaolie blijkt te werken, koffieresten niet. |                    |           |                  |
| 56 | 118                | 10 min.   | 14 maart 2023    |
| Jochem en Defvin proberen op een loopband te freerunnen. Ze gebruiken de handgreep als underbar en maken salto's. Gaülli en Jochem proberen een kluis te kraken met een drilboor. Met veel moeite slagen ze erin een gat in de bovenkant te maken, maar hij wordt niet gekraakt. Terwijl de kluiskraak nog bezig is, probeert Romy een schuimmachine te maken. Deze bestaat uit een ton vol zeepsop dat door een bladblazer tot schuim wordt geblazen. Dit systeem blijkt te werken en de uitzending eindigt in een schuimfeest met alle testteamleden. |                    |           |                  |
| 57 | 119                | 10 min.   | 15 maart 2023    |
| De testteamleden testen wie de grootste geluksvogel is. Als eerste krijgen ze de opdracht om geblinddoekt en in duizelige toestand op goed geluk snel over een hindernisparcours te lopen. De tweede opdracht draait om krasloten. Aan de hand van wat ze krassen wordt bepaald wie de finale bereikt. Dit worden uiteindelijk Jochem en Govert. In de finale staat een hangende ballon met slijm centraal. Door het trekken aan een touwtje zou de ballon al dan niet boven het hoofd van Jochem of Govert klappen. Het is Govert die de volle laag krijgt en dus Jochem die de overwinning binnensleept. |                    |           |                  |
| 58 | 120                | 10 min.   | 16 maart 2023    |
| De testteamleden proberen met z'n allen te skaten, waarbij ze met hun voeten aan elkaar zijn vastgebonden. Dit lukt ze. Defvin en Jochem proberen te darten met een spudgun. Dit luchtdrukkanon schiet uitvergrote dartpijlen af op een uitvergroot dartbord. Het wordt een succes. Gaülli en Govert proberen als een kameleon 360 graden te kijken met een speciaal aangepaste bril. Ze plakken op één glas een wc-rol met een spiegeltje in een hoek gericht. Hiermee kan Gaülli inderdaad alles zien. |                    |           |                  |
| 59 | 121                | 10 min.   | 17 maart 2023    |
| Romy en Defvin proberen met een draaiende loopband objecten te lanceren. Het werkt wel, maar blijkt niet zo spectaculair als op voorhand gehoopt. Govert en Gaülli testen wat belangrijk is voor de valsnelheid van voorwerpen. Zowel gewicht als vorm blijken uit te maken. Govert probeert met weinig geld een lasershow te maken. Daarvoor monteert hij laserpennen aan ventilatoren hun bladen. Verder gebruikt hij spiegels om de lasers door het hele vertrek te laten schijnen. Het werkt. |                    |           |                  |
| 60 | 122                | 25 min.   | 18 maart 2023    |
| In de laatste 25-minutenaflevering van dit seizoen gaan de testteamleden zich verstoppen voor een verkennersgroep van de Koninklijke Landmacht. In een vooraf bepaald gebied krijgen de testteamleden 5 uur de tijd om zich te verstoppen waarna de verkennersgroep 2 uur de tijd krijgt om ze allemaal te vinden. De soldaten weten echter slechts drie van de vijf aanwezige testteamleden te vinden waardoor het testteam het spel wint. |                    |           |                  |
| 61 | 123                | 25 min.   | 1 april 2023     |
| De laatste aflevering van Checkpoint Basecamp bestaat uit een uitgebreide compilatie van de YouTube-video's die op het kanaal zijn geplaatst. |                    |           |                  |